# Uranisme
Els termes uranisme i uranista (del grec, Αφροδίτη Ουράνια, «Afrodita Urània») són termes històrics que s'usaven al segle xix per al·ludir a l'homosexualitat masculina. La paraula també es va utilitzar com a adjectiu en associació amb l'homosexualitat masculina o l'atracció intermasculina independentment de l'orientació sexual.
Un ús primerenc del terme apareix a la «Sisena carta» de Friedrich Schiller a Educació estètica de l'home (1795-1796). Schiller afirma que les institucions estatals són tan geloses que preferirien compartir els seus servidors amb una Venus Citeriana que amb una Venus Uraniana.
Es creu que la paraula prové d'una adaptació a l'anglès del vocable alemany Urninge («uranista»), que va publicar per primera vegada l'activista Karl Heinrich Ulrichs el 1864 i el 1865 en una sèrie de cinc fullets que es van recopilar amb el títol Forschungen über das Räthsel der mannmännlichen Liebe (Investigacions sobre el misteri de l'amor entre homes). Aquestes idees es van considerar prou noves per justificar un neologisme. Ulrichs va desenvolupar la seva terminologia abans que sorgís el terme «gai».
El terme «uranista» el van adoptar ràpidament els partidaris de parla anglesa de l'emancipació homosexual a l'època victoriana (per exemple, Edward Carpenter i John Addington Symonds), que el van fer servir per descriure un amor de companyonia que donaria com a resultat la veritable democràcia, unint els estrats exclosos de la societat i acabant amb les barreres de classe i de gènere. Oscar Wilde va escriure una vegada al seu amant Robbie Ross en una carta sense data: «Haver alterat la meva vida hauria estat haver admès que l'amor uranista és innoble. Considero que és noble, més noble que altres formes».

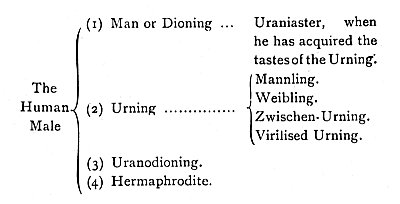
Del llibre de John Addington Symonds, 1891 A Problem in Modern Ethics (Un problema per a l'ètica moderna)

El terme també va guanyar difusió entre un grup de graduats en estudis clàssics d'Oxford i de Cambridge entre el 1870 i el 1930. Els escrits d'aquest grup es coneixen ara com a «Poesia uranista». També s'ha inclòs a l'uranisme l'obra d'Henry Scott Tuke i de Wilhelm von Gloeden.
L'escriptor alemany-hongarès Karl-Maria Kertbeny, qui va conèixer a Ulrichs i va liderar la mateixa lluita, va proposar termes «heterosexual» (1868) i «homosexual» (1869) i que ràpidament van suplantar els neologismes d'Ulrichs pel seu atractiu més científic.

## Etimologia
Ulrichs va derivar uranisme d'un diàleg sobre l'eros, en particular l'amor masculí, metaforitzat pel naixement de la deessa grega Afrodita de l'obra de Plató El convit.
En aquest diàleg, Pausànies distingeix entre dos tipus d'amor, simbolitzats per dos relats diferents del naixement d'Afrodita, la deessa de l'amor:
- Uranisme (urning en alemany) es va derivar d'Afrodita Urània, que va ser creada a partir del semen del déu Urà (El Cel), un naixement en el qual «no prenia part la dona», per tant, representa l'amor entre els homes. Aquesta Afrodita Urània s'associa amb un «amor noble pels joves» i és la font del terme uranista que apareix a l'obra d'Ulrichs.
- El seu homòleg, dionisme (dioning en alemany), derivava d'Afrodita Dionea, la filla de Zeus i Dione, associada amb un amor comú que «és apte per ser tant de dones com de joves, i és del cos més que de l'ànima», que representa per a Ulrich l'amor dels homes per les dones. Ulrichs dona el nom de dionistes, per Dione, als homes a qui habitualment els atrauen les dones.

Tot i això, a diferència de la versió platònica de l'amor masculí, Ulrichs entén que els uranistes masculins són essencialment femenins i els dionistes masculins són de naturalesa masculina.

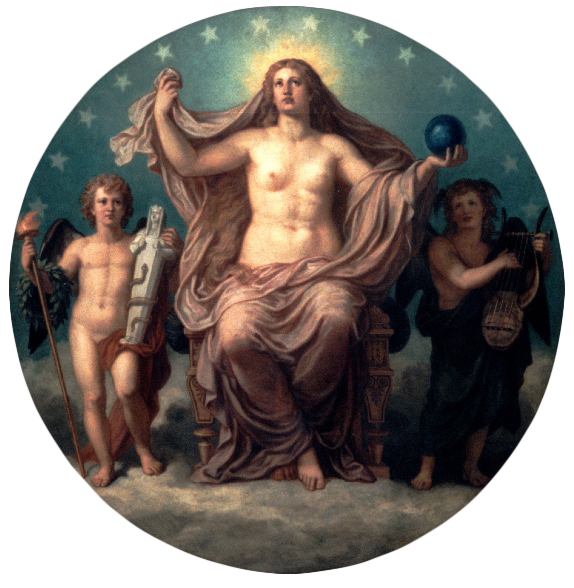
Afrodita Urània, la deessa del nom de la qual Ulrichs va derivar el terme uranista per als homes homosexuals

John Addington Symonds, un dels primers a adoptar el terme uranista en anglès (uranian), va ser alumne de Benjamin Jowett, el més important popularitzador de Plató a l'època victoriana, i estava molt familiaritzat amb El convit.
Tot i això, s'ha argumentat que aquesta etimologia, almenys per als països angloparlants, no està relacionada amb la que va encunyar Ulrichs. En el seu volum Desitjos ocults: Els uranistes més importants, Michael M. Kaylor escriu:
| «                      | Atès que importants uranistes s'han format en estudis clàssics, considero absurda l'opinió, àmpliament acceptada, que «uranista» deriva de les apologies alemanyes i al·legacions legals escrites per Karl Heinrich Ulrichs (1825-95) als anys 1860, encara que la seva invenció d' «uranista» (utilitzada per denotar una «psique femenina en un cos masculí») deriva certament de les mateixes fonts clàssiques, en particular El convit. Encara més, els uranians no es consideren a si mateixos com a posseïdors d'una «psique femenina»; no se sap que els uranistes, en tant que col·lectiu, hagin llegit llibres com Forschungen über das Räthsel der mannmännlichen Liebe; els uranistes s'oposaven a les demandes d'Ulrichs d'alliberament androfílic i homoeròtic a costa dels pederastes i, fins i tot quan s'hagi derivat una connexió amb aquestes idees i terminologia germàniques, van aparèixer força després que el terme «uranista» fos d'ús comú a els cercles uranistes i, per tant, no és un préstec, sinó un pont entre pensaments iguals a banda i banda del canal estès per apologetes com Symonds. | » |
| — p.xiii, nota al peu. | |   |

## Desenvolupament dels esquemes de classificació per a la tipologia sexual

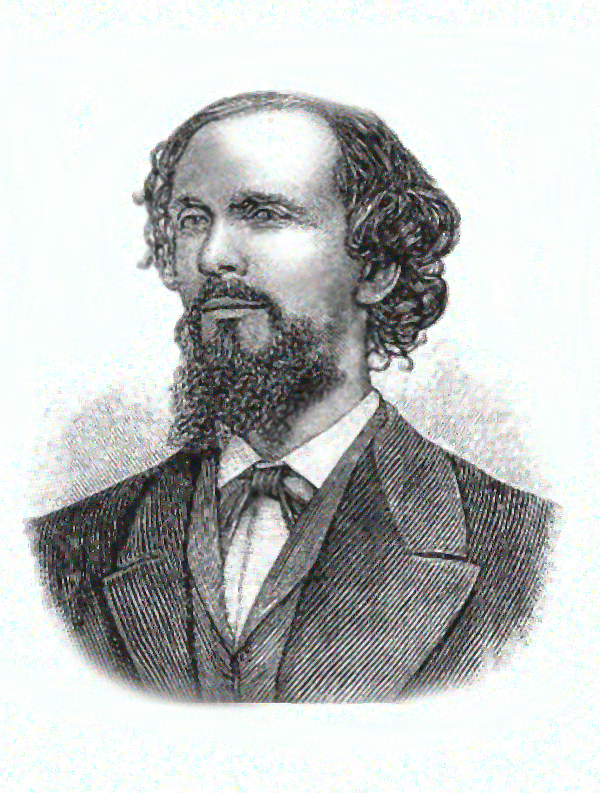
Karl Heinrich Ulrichs (1825-1895), inventor de la paraula uranisme. Il·lustració del

Ulrichs va arribar a la comprensió que no totes les persones que externament presenten un cos masculí amb atracció sexual pels homes eren de naturalesa femenina. Per això, va desenvolupar un eix triple més complex per a la comprensió de la variació sexual i de gènere: orientació sexual (atret per homes, bisexual o atret per dones), conducta sexual preferent (passiu, sense preferències o actiu) i característiques de gènere (femení, intermedi o masculí). Però amb freqüència no sempre els tres eixos estaven vinculats: el mateix Ulrichs, per exemple, era Weibling (femení) Urning (homosexual) i preferia exercir un rol sexual actiu.

### Taxonomia de l'uranisme
Alguns termes relacionats són:
- Urningin (o ocasionalment les variants Uranierin, Urnin i Urnigin): una persona amb cos de dona amb una psique masculina que se sent atreta principalment per les dones.
- Urning (uranista): una persona amb cos masculí i amb psique femenina que se sent principalment atreta per homes.
- Dioningin: dona heterosexual i femenina.
- Dioning (dionista): home heterosexual i masculí.
- Uranodioningin: dona bisexual.
- Uranodioning: home bisexual.
- Zwitter: intersexual.

L'Urningthum, «homosexualitat masculina» (o urnische Liebe, amor homosexual) s'explicava mitjançant els termes següents:
- Mannlinge: d'aparença masculina, excepte per la ment femenina i la inclinació sexual cap als homes efeminats.
- Weiblinge: d'aparença, conducta i psique femenina, amb inclinació sexual cap als homes masculins.
- Manuring: d'aparença i conducta femenina, amb una psique masculina i inclinació sexual per les dones.
- Zwischen-Urning: adult masculí que prefereix adolescents (Bursche).
  - Conjuntiu, amb sentiments de tendresa i apassionats pels nois.
  - Disjuntiu, amb sentiments de tendresa pels nois però apassionats per les noies.
- Virilisierte Mannlinge: uranistes masculins que han après a actuar com a dionistes, a través de la força del costum
- Uraniaster o uranisierter Mann: un dionista compromès en una homosexualitat circumstancial